# Marcelle Alphand
Pour les articles homonymes, voir Alphand.
Marcelle Alphand est une résistante française, franc-maçonne, membre du réseau Patriam Recuperare, née le 28 décembre 1894 à Paris et morte le 17 mars 1945 à Bergen-Belsen. Déportée Nuit et brouillard, elle passe par les camps de Ravensbrück, puis Mauthausen et meurt à Bergen-Belsen.

## Biographie

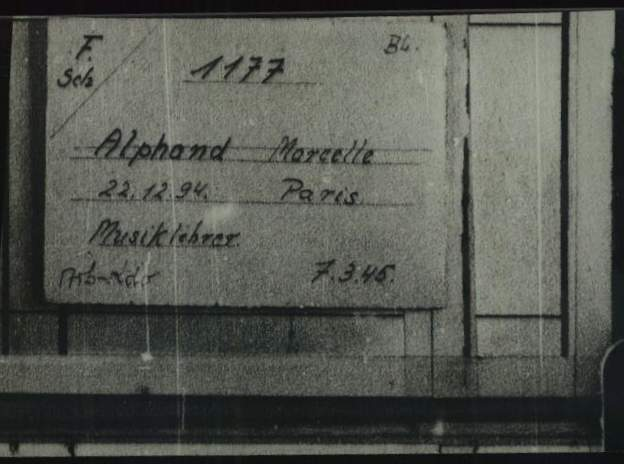
Carte d'internement à Mauthausen au nom de Marcelle Alphand.

Marcelle Fernande Marie Hugot est née à Paris, 14e arrondissement le 28 décembre 1894. Elle est professeure de musique et directrice de l'Institut Mozart,.
Elle est franc-maçonne et selon l'historien André Combes elle est membre de la loge d'adoption Travail et Vrais Amis fidèles de la Grande Loge de France ; selon d'autres sources elle est membre de la loge mixte Anatole France appartenant à l'Ordre maçonnique mixte international « le Droit humain ».
Marcelle Alphand rejoint la résistance dans le réseau Patriam Recuperare, à dominance maçonnique où elle fait partie du groupe Liberté-Égalité-Fraternité, dans le sous-groupe de Noël Riou. Ce réseau, créé par Albert Kirchmeyer (1898-1995) et Gustave Eychene (1862-1952) est actif durant toute la Seconde Guerre mondiale et agit notamment par la propagande, le renseignement et l'aide aux réfugiés, aux Juifs et aux réfractaires. Il est reconnu par la Résistance intérieure française le 15 mars 1950.
Elle accomplit des missions à Amiens, Tours, Nevers, Bourges, aide des convois de prisonniers à traverser la ligne de démarcation.
Marcelle Alphand est arrêtée le 7 mai 1941 « pour activité au profit d’une puissance étrangère, espionnage » et accusée d'avoir voulu favoriser le passage en zone libre de plusieurs personnes.
Elle est condamnée à mort par le tribunal militaire allemand de la Kommandantur du Gross Paris siégeant rue Boissy-d'Anglas. Sa peine est ensuite commuée en travaux forcés. Déportée Nuit et Brouillard, elle quitte la prison de Fresnes le 4 septembre 1941, passe par Karlsruhe, Lübeck, Cottbus, Ravensbrück et arrive à Mauthausen le 7 mars 1945,.
Elle meurt le 17 mars 1945 au camp de concentration nazi de Bergen-Belsen.

## Hommages
- Marcelle Alphand a le grade de sous-lieutenant[9]
- Chevalière de la Légion d'honneur à titre posthume (décret du 11 mars 1953, JORF du 13 mars 1953 p. 2374[9].)
- Médaille de la Résistance française (décret du 11 mars 1953)[10]
- L'apposition de la mention « Mort en déportation » est autorisée par décret du 12 mai 1989 (JORF no 142 du 20 juin 1989[11].)